# HMS Frobisher (D81)
HMS Frobisher là một tàu tuần dương hạng nặng của Hải quân Hoàng gia Anh Quốc thuộc lớp Hawkins. Sau khi Chiến tranh Thế giới thứ nhất kết thúc, việc chế tạo nó chỉ có độ ưu tiên thấp, và nó chỉ được đưa ra hoạt động vào năm 1924. Cuộc đời phục vụ kéo dài cho đến khi Chiến tranh Thế giới thứ hai nổ ra, và nó đã tham gia hoạt động tại Ấn Độ Dương và trong cuộc đổ bộ vào Normandy, rồi là một tàu huấn luyện cho đến khi bị tháo dỡ vào năm 1949.

## Thiết kế và chế tạo
Frobisher được chế tạo tại Xưởng tàu Devonport và được hạ thủy vào ngày 20 tháng 3 năm 1920. Công việc hoàn tất nó bị kéo dài trong nhiều năm sau khi Chiến tranh Thế giới thứ nhất kết thúc, và nó chỉ được đưa ra hoạt động vào ngày 20 tháng 9 năm 1924.

## Lịch sử hoạt động

### Giữa hai cuộc thế chiến
Frobisher được bố trí phục vụ cùng Hạm đội Địa Trung Hải như là soái hạm của Hải đội Tuần dương 1. Nó được tạm thời cho tách ra để phục vụ tại China Station vào năm 1926. Vào năm 1927 Frobisher trải qua một đợt tái trang bị thay thế một khẩu pháo QF 102 mm (4 inch) Mark V, được bố trí lại giữa các ống khói, cùng với một khẩu pháo thứ tư, một máy phóng và một cần cẩu. Một đợt tái trang bị khác vào năm 1929 cho phép Frobisher sử dụng các nồi hơi đốt dầu, và sau đó nó được bố trí gia nhập Hạm đội Đại Tây Dương.
Vào tháng 11 năm 1930, Frobisher được đưa về lực lượng dự bị trước khi được cải biến thành một tàu huấn luyện dành cho học viên sĩ quan, và trong vai trò này nó đã tiếp tục phục vụ từ năm 1932 đến năm 1939. Nó được cho ngừng hoạt động từ đầu năm 1939 cho đến khi Chiến tranh Thế giới thứ hai nổ ra. Vào tháng 1 năm 1940 Frobisher bắt đầu một đợt tái trang bị rộng rãi, trang bị năm khẩu pháo 190 mm (7,5 inch), bốn khẩu pháo QF 102 mm (4 inch) Mark V, các khẩu pháo phòng không QF 2 pounder pom-pom bốn nòng và 19 pháo phòng không Oerlikon 20 mm.

### Chiến tranh Thế giới thứ hai

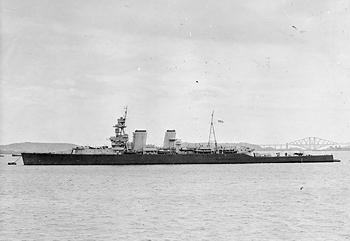
HMS Frobisher neo đậu tại Firth of Forth, giữa năm 1945

Frobisher gia nhập Hải đội Tuần dương 4 thuộc Hạm đội Viễn Đông Anh Quốc vào tháng 3 năm 1942 và thực hiện các hoạt động tại Ấn Độ Dương, hộ tống các đoàn tàu vận tải chung quanh bờ biển châu Phi và trải qua những đợt bảo trì ngắn trong ụ tàu Selborne tại Simonstown thuộc Nam Phi. Frobisher được điều động quay trở về Anh Quốc vào tháng 3 năm 1944; và đã tham gia trong chiến dịch Neptune vào ngày 6 tháng 6 trong thành phần của Lực lượng Đặc nhiệm D Phương Tây hỗ trợ bắn pháo lên bãi Sword trong cuộc Đổ bộ Normandy. Trong dịp này nó được cho là đã bắn dàn pháo chính BL 190 mm (7,5 inch) Mark VI với tốc độ năm phát mỗi phút cho dù phải nạp đạn bằng tay. Cuối tháng đó, nó được bố trí như là tàu tiếp liệu cho các tàu phóng lôi bảo vệ lực lượng hải quân. Vào tháng 8, nó cùng với chiếc tàu sửa chữa HMAS Albatross bị hư hại bởi ngư lôi tầm xa phóng từ những chiếc E-boat của Đức trong vịnh Seine. Sau đó Frobisher bị giải giáp một phần và được cải biến thành một tàu huấn luyện học viên sĩ quan. Nó bị bán để tháo dỡ vào ngày 26 tháng 3 năm 1949, và được cho kéo đến Newport để được tháo dỡ bắt đầu từ ngày 11 tháng 5 năm đó.